# Ena Shibahara
Ena Shibahara (Japans: 柴原 瑛菜, Shibahara Ena) (Mountain View, 12 februari 1998) is een tennisspeelster uit de Verenigde Staten van Amerika. Zij speelt rechtshandig en heeft een tweehandige backhand. Op 15 juli 2019 stapte zij over op de Japanse nationaliteit, omdat zij in 2020 wilde meedoen aan de Olympische zomerspelen in Tokio. Vanwege de coronapandemie gingen de Spelen dat jaar niet door – wel speelde (en won) zij in februari 2020 voor Japan één dubbelspelpartij in de Fed Cup in hun overigens verloren ontmoeting met Spanje. Tot en met 2024 vergaarde Shibahara op de Fed Cup een winst/verlies-balans van 12–2.

## Loopbaan

### Enkelspel
Shibahara is weinig actief in het enkelspel, en behaalde daarin lange tijd weinig resultaten.
In augustus 2024 had zij haar grandslamdebuut op het US Open. In september kwam zij binnen op de top 150 van de wereldranglijst.

### Dubbelspel
In 2016 speelde Shibahara samen met Jada Hart haar eerste grandslampartij op het US Open.
Zij stond in 2019 voor het eerst in een WTA-finale, op het toernooi van Newport Beach, samen met (Amerikaanse) landgenote Hayley Carter – hier veroverde zij haar eerste titel, door het koppel Taylor Townsend en Yanina Wickmayer te verslaan.
In de periode 2019–2021 won Shibahara, samen met haar nieuwe Japanse landgenote Shuko Aoyama, nog zeven dubbelspeltitels op het WTA-circuit. Met dezelfde partner bereikte zij in 2020 de kwartfinale op Roland Garros.
In 2021 bereikte Shibahara de halve finale op het dubbelspeltoernooi van Wimbledon, met haar (sinds september 2019 vaste) partner Shuko Aoyama. Daarmee kwamen de dames ex aequo binnen in de top tien van de wereldranglijst in het dubbelspel.
Vanaf februari 2022 speelden zij ieder met een andere partner. In maart bereikte Shibahara, samen met de Amerikaanse Asia Muhammad, de finale op het WTA 1000-toernooi van Indian Wells – daarmee steeg zij naar de vierde plaats van de wereldranglijst.
Sinds november 2022 terug met Aoyama, bereikte Shibahara op het Australian Open 2023 de finale. In juni 2023 won zij haar negende WTA-titel met Aoyama (de tiende in totaal) op het toernooi van Rosmalen. In augustus kwam daar nog een bij, op het WTA 1000-toernooi van Montréal.
In oktober 2024 won Shibahara haar twaalfde WTA-titel met de Duitse Laura Siegemund op het toernooi van Japan in Osaka.

#### Gemengd dubbelspel
In deze discipline won zij haar eerste grandslamtitel, op Roland Garros 2022 samen met de Nederlander Wesley Koolhof – in de finale versloegen zij Ulrikke Eikeri (Noorwegen) en de Belg Joran Vliegen.

## Persoonlijk
In 2016 slaagde Shibahara aan de Palos Verdes Peninsula High School. Van 2016 tot 2018 studeerde zij sociologie aan de Universiteit van Californië - Los Angeles.

## Posities op deWTA-ranglijst
Positie per einde seizoen:
| jaar | rang enkelspel | rang dubbelspel |
| ---- | -------------- | --------------- |
| 2015 | 909            | 745             |
| 2016 | –              | 1061            |
| 2017 | 798            | 603             |
| 2018 | 1005           | 300             |
| 2019 | 446            | 31              |
| 2020 | 533            | 23              |
| 2021 | 579            | 5               |
| 2022 | 510            | 22              |
| 2023 | 570            | 14              |
| 2024 | 135            | 61              |

## Resultaten grandslamtoernooien
| Legenda | Legenda                          |
| ------- | -------------------------------- |
| g.t.    | geen toernooi gehouden           |
| l.c.    | lagere categorie                 |
| –       | niet deelgenomen                 |
| G       | uitgeschakeld in de groepsfase   |
| 1R      | uitgeschakeld in de eerste ronde |
| 2R      | uitgeschakeld in de tweede ronde |
| 3R      | uitgeschakeld in de derde ronde  |
| 4R      | uitgeschakeld in de vierde ronde |
| KF      | uitgeschakeld in de kwartfinale  |
| HF      | uitgeschakeld in de halve finale |
| F       | de finale verloren               |
| W       | het toernooi gewonnen            |
| w-v     | winst/verlies-balans             |

### Enkelspel
| toernooi        | 2024 |
| --------------- | ---- |
| Australian Open | –    |
| Roland Garros   | –    |
| Wimbledon       | –    |
| US Open         | 2R   |

### Vrouwendubbelspel
| toernooi        | 2016 |    | 2019 | 2020 | 2021 | 2022 | 2023 | 2024 | 2025 |
| --------------- | ---- | -- | ---- | ---- | ---- | ---- | ---- | ---- | ---- |
| Australian Open | –    | –  | 3R   | KF   | HF   | F    | 3R   | 2R   |      |
| Roland Garros   | –    | –  | KF   | 2R   | 3R   | 2R   | 3R   | 1R   |      |
| Wimbledon       | –    | –  | g.t. | HF   | 3R   | 1R   | 3R   | 1R   |      |
| US Open         | 1R   | 1R | 2R   | 3R   | 3R   | 1R   | 2R   |      |      |

### Gemengd dubbelspel
| toernooi        | 2021 | 2022 | 2023 | 2024 |
| --------------- | ---- | ---- | ---- | ---- |
| Australian Open | 2R   | KF   | 1R   | 2R   |
| Roland Garros   | –    | W    | 1R   | 2R   |
| Wimbledon       | –    | 2R   | 2R   | KF   |
| US Open         | 2R   | KF   | HF   | –    |

## Palmares
| Legenda                 |
| ----------------------- |
| Grandslamtoernooi       |
| Olympische Spelen       |
| Year-End Championships  |
| Premier Mandatory       |
| Premier Five / WTA 1000 |
| Premier / WTA 500       |
| International / WTA 250 |
| Challenger / WTA 125    |

### WTA-finaleplaatsen enkelspel
geen

### WTA-finaleplaatsen vrouwendubbelspel
| nr.              | finale     | toernooi            | ondergrond    | partner         | tegenstandsters                        | score             |         |
| ---------------- | ---------- | ------------------- | ------------- | --------------- | -------------------------------------- | ----------------- | ------- |
| gewonnen finales |            |                     |               |                 |                                        |                   |         |
| 01.              | 2019-01-26 | WTA Newport Beach   | hardcourt     | Hayley Carter   | Taylor Townsend Yanina Wickmayer       | 6-3, 7-6          | details |
| 02.              | 2019-10-13 | WTA Tianjin         | hardcourt     | Shuko Aoyama    | Nao Hibino Miyu Kato                   | 6-3, 7-5          | details |
| 03.              | 2019-10-20 | WTA Moskou          | hardcourt (i) | Shuko Aoyama    | Kirsten Flipkens Bethanie Mattek-Sands | 6-2, 6-1          | details |
| 04.              | 2020-02-16 | WTA Sint-Petersburg | hardcourt (i) | Shuko Aoyama    | Kaitlyn Christian Alexa Guarachi       | 4-6, 6-0, [10-3]  | details |
| 05.              | 2021-01-13 | WTA Abu Dhabi       | hardcourt     | Shuko Aoyama    | Hayley Carter Luisa Stefani            | 7-6, 6-4          | details |
| 06.              | 2021-02-07 | WTA Melbourne       | hardcourt     | Shuko Aoyama    | Anna Kalinskaja Viktória Kužmová       | 6-3, 6-4          | details |
| 07.              | 2021-04-04 | WTA Miami           | hardcourt     | Shuko Aoyama    | Hayley Carter Luisa Stefani            | 6-2, 7-5          | details |
| 08.              | 2021-06-26 | WTA Eastbourne      | gras          | Shuko Aoyama    | Nicole Melichar Demi Schuurs           | 6-1, 6-4          | details |
| 09.              | 2021-08-28 | WTA Cleveland       | hardcourt     | Shuko Aoyama    | Christina McHale Sania Mirza           | 7-5, 6-3          | details |
| 10.              | 2023-06-17 | WTA Rosmalen        | gras          | Shuko Aoyama    | Viktória Kužmová Tereza Mihalíková     | 6-3, 6-3          | details |
| 11.              | 2023-08-13 | WTA Montréal        | hardcourt     | Shuko Aoyama    | Desirae Krawczyk Demi Schuurs          | 6-4, 4-6, [13-11] | details |
| 12.              | 2024-10-19 | WTA Japan (Osaka)   | hardcourt     | Laura Siegemund | Cristina Bucșa Monica Niculescu        | 3-6, 6-2, [10-2]  | details |
| verloren finales |            |                     |               |                 |                                        |                   |         |
| 01.              | 2019-04-13 | WTA Bogota          | gravel        | Hayley Carter   | Zoe Hives Astra Sharma                 | 1-6, 2-6          | details |
| 02.              | 2019-08-04 | WTA San Jose        | hardcourt     | Shuko Aoyama    | Nicole Melichar Květa Peschke          | 4-6, 4-6          | details |
| 03.              | 2019-11-16 | WTA Houston         | hardcourt     | Sharon Fichman  | Ellen Perez Luisa Stefani              | 6-1, 4-6, [5-10]  | details |
| 04.              | 2022-03-19 | WTA Indian Wells    | hardcourt     | Asia Muhammad   | Xu Yifan Yang Zhaoxuan                 | 5-7, 6-7          | details |
| 05.              | 2023-01-29 | Australian Open     | hardcourt     | Shuko Aoyama    | Barbora Krejčíková Kateřina Siniaková  | 4-6, 3-6          | details |
| 06.              | 2023-04-09 | WTA Charleston      | gravel        | Giuliana Olmos  | Danielle Collins Desirae Krawczyk      | 6-0, 4-6, [12-14] | details |
| 07.              | 2023-10-15 | WTA Zhengzhou       | hardcourt     | Shuko Aoyama    | Gabriela Dabrowski Erin Routliffe      | 2-6, 4-6          | details |
| 08.              | 2024-10-27 | WTA Tokio           | hardcourt     | Laura Siegemund | Shuko Aoyama Eri Hozumi                | 4-6, 6-7          | details |
| 09.              | 2025-03-30 | WTA Puerto Vallarta | hardcourt     | Maya Joint      | Hanna Chang Christina McHale           | 6-2, 2-6, [7-10]  | details |
| 10.              | 2025-06-22 | WTA Nottingham      | gras          | Anna Danilina   | Beatriz Haddad Maia Laura Siegemund    | 3-6, 2-6          | details |

### Finaleplaatsen gemengd dubbelspel
| nr.              | finale     | toernooi      | ondergrond | partner        | tegenstanders                | score    |         |
| ---------------- | ---------- | ------------- | ---------- | -------------- | ---------------------------- | -------- | ------- |
| gewonnen finales |            |               |            |                |                              |          |         |
| 1.               | 2022-06-02 | Roland Garros | gravel     | Wesley Koolhof | Ulrikke Eikeri Joran Vliegen | 7-6, 6-2 | details |
| verloren finales |            |               |            |                |                              |          |         |
| geen             |            |               |            |                |                              |          |         |